# Tetrastigma aplinianum
Tetrastigma aplinianum là một loài thực vật hai lá mầm trong họ Nho. Loài này được (Collett & Hemsl.) Momiy. miêu tả khoa học đầu tiên năm 1971.